# Charles Young
Charles Young   (setembre 1686 - 12 de desembre de 1758) va ser un organista i compositor anglès. Va formar part d'una coneguda família anglesa de músics que incloïa diversos cantants i organistes professionals durant els segles XVII i XVIII.

## Biografia
Charles Young va néixer en una família de músics, els seus estudis inicials van ser amb el seu pare al costat del seu germà gran Anthony Young, que també es convertiria en un organista d'èxit i compositor menor. Es va convertir en corista a la catedral de Sant Pau a finals de la dècada de 1690, on va cantar durant més d'una dècada. El 1713, Young va ser nomenat organista d'"All Hallows, Barking-by-the-Tower", on va romandre fins a la seva mort el 1758. El seu net, Charles John Frederick Lampe, el va substituir com a organista a "All Hallows" després de la seva mort.
Com a compositor, Young va escriure música principalment per a l'Església d'Anglaterra. No va ser prolífic, produint només un grapat d'himnes i alguns preludis d'orgue. També va compondre algunes cançons d'art vocal. La seva reputació rau més en les seves habilitats com a organista i va ser considerat com un dels millors intèrprets d'Anglaterra durant el segle XVIII.
Diversos dels fills de Young van tenir carreres exitoses. La seva filla gran Cecilia Young (1712-1789) va ser una de les més grans sopranos angleses del segle XVIII i l'esposa del compositor Thomas Arne. El seu fill i net de Charles, Michael Arne, va ser un compositor d'èxit. La seva filla Isabella també va ser una soprano d'èxit i l'esposa del compositor John Frederick Lampe, i la seva filla Esther era una coneguda contralt i esposa de Charles Jones, un dels editors musicals més grans d'Anglaterra durant el segle XVIII. L'únic fill de Young, Charles, era un empleat del Tresor, les filles del qual, Isabella, Elizabeth i Polly van seguir els passos de les seves ties per convertir-se en cantants d'èxit.